# Avant-progressive rock
Avant-art-prog Rock fusión abreviado como Avant-progressive rock o simplemente Avant-prog rock es un estilo de fusión experimental y vanguardista del género Rock que explora territorio no convencional, frecuentemente incorporando progresiones de acordes no estándar, cambios de tiempo dentro de una pieza, compases impares, pasajes atmosféricos y arreglos complejos de vientos u orquesta. Generalmente se refiere a bandas experimentales influenciados por las vanguardias del Rock clásicas, mezclando Rock progresivo, Rock sinfónico, Art rock, Rock psicodélico, Avant-garde rock y Space rock de la segunda mitad del siglo XX junto con otros estilos de otros géneros como el Jazz, Folk, Soul, Ópera, Blues, la música barroca y clásica tanto tradicional como contemporánea, estirando los límites del Rock tanto en lo compositivo como en la improvisación músico-artística.

## Historia
En los 70 tardíos un grupo de bandas de rock progresivo europeo unieron fuerzas bajo el rótulo de Rock in Opposition o RIO contra la industria musical que se rehusaba a que su música se difundiese. Mientras que RIO fue originalmetne un colectivo de bandas con la misma plataforma política, el término es hoy usado corrientemente para identificar el estilo colectivo de música, de las bandas RIO originales. Este estilo colectivo más tarde fue conocido como "avant-progressive rock".
Desde entonces avant-progressive rock ha crecido más allá de RIO e incluye un conjunto musical por lejos más vasto que el original.

## Brutal prog
El prog brutal es un subgénero del avant-prog que se caracteriza por una composición intensa y visceral, que suele recurrir considerablemente a la disonancia, compases irregulares, tempos vertiginosos, ritmos angulares y volubles, y la actitud DIY del movimiento punk. Debido a su proximidad con los estilos hardcore punk, el noise rock y el avant-garde jazz, el brutal prog suele incorporar diversos niveles de agresividad, ruido, crudeza y densidad compositiva en su sonido. El término fue acuñado por Weasel Walter para crear una distinción clara del rock progresivo de la vieja escuela, que, a diferencia del brutal prog, suele centrarse en la consonancia armónica.
Las inspiraciones del brutal prog se remontan a la década de 1970, en particular a la vertiente más experimental del rock progresivo. La producción más improvisada y distorsionada de King Crimson y los primeros artistas de avant-prog como Henry Cow, Etron fou leloublan y Magma fueron muy influyentes en los primeros proyectos de brutal prog. En la década de 1980, el dúo Ruins unió la discordancia, las firmas de tiempo impares y composiciones impulsivas con una fuerte influencia del zeuhl, sentando las bases para el surgimiento de la escena japonesa de brutal prog, con Altered States y Ground-Zero siguiendo poco después sus pasos.
La siguiente ola de bandas de brutal prog surgió a mediados de la década de 1990, con Naked City (banda) y The Flying Luttenbachers, pioneros del sonido en la escena estadounidense e incorporando inspiraciones más significativas del free jazz. En la década de 2000, artistas estadounidenses como Yowie, Hella, Lightning Bolt y Zs popularizaron e intensificaron aún más el estilo y aplicaron diversas influencias que van desde la improvisación libre hasta el no wave y el noise rock.

## Bandas de avant-progressive rock
Las Bandas originales de Rock in Opposition eran:
- Aksak Maboul
- Art Bears
- Art Zoyd
- Etron Fou Leloublan
- Henry Cow
- Samla Mammas Manna
- Stormy Six
- Univers Zéro

También integran esta categoría las siguientes bandas y solistas, sin que se trate de una lista exhaustiva:
| - 5uu's - Ain Soph - Alamaailman Vasarat - Begnagrad - Bi Kyo Ran - Biota - Birdsongs of the Mesozoic - Black Midi - Boredoms - Graham Bowers - Buckethead - Cassiber - Divinity Destroyed - Doctor Nerve - Dog Fashion Disco - Dün - Electric Kompany - Estradasphere - Ground Zero | - Keiji Haino - Idiot Flesh - Jenova Reunion - Kalahari Surfers - Kayo Dot - Derek Keller - Koenji Hyakkei - The Mars Volta - Massacre - maudlin of the Well - Miriodor - The Monsoon Bassoon - The Mothers of Invention - Mr. Bungle - Naked City - National Health - News from Babel - Ninja Academy - Nuclear Rabbit - Painkiller | - Present - Daniel Patrick Quinn - Ruins - Secret Chiefs 3 - Slapp Happy - Sleepytime Gorilla Museum - The Red Masque - The Residents - The Science Group - The Work - Thinking Plague - This Heat - Tub Ring - U Totem - Upsilon Acrux - Volapük - Von Zamla - We Be the Echo |